# Alexander Hauff

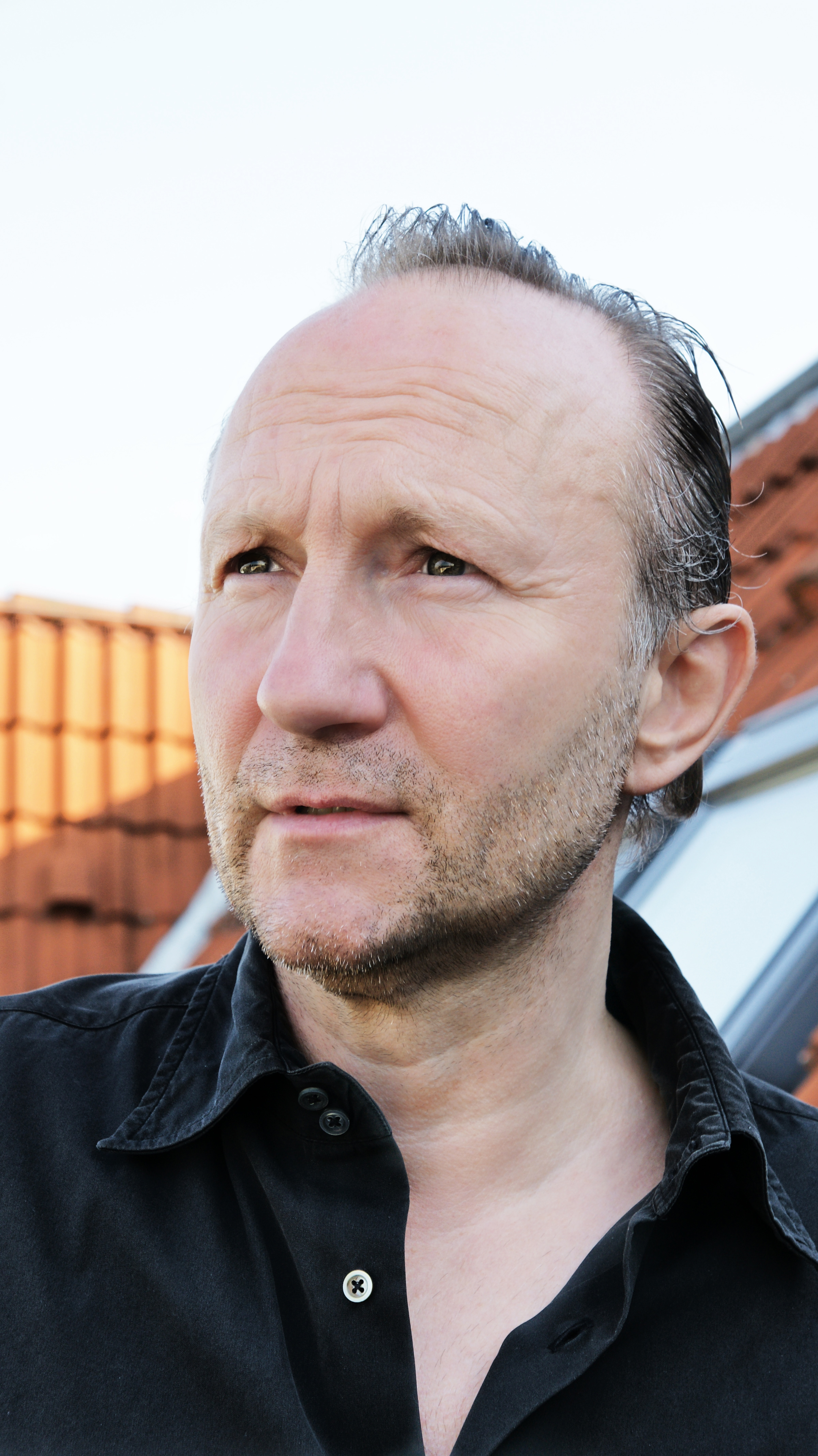
Alexander Hauff (2012)

Alexander Hauff (* 9. Dezember 1957 in Berlin) ist ein deutscher Schauspieler, Hörspielsprecher und Sänger.

## Leben
Alexander Hauff wurde 1957 in Berlin-Tempelhof geboren. Er legte an der Berliner Max-Weber-Oberschule das Abitur ab. Alexander Hauff wirkte bereits als Kind in Hörspielen mit. Später machte er mit exzentrischen Auftritten als Sänger der Rockband Gethsemaneh auf sich aufmerksam. Nach kurzem Studium der Theaterwissenschaft an der FU Berlin studierte er ab 1978 Schauspiel an der Fritz-Kirchhoff-Schule Berlin. Dieses Studium schloss er 1982 ab.
Erste regelmäßige Fernsehauftritte hatte er in Die Vier aus der Zwischenzeit (damals neben George Kranz, dann Christoph M. Ohrt, Claudia Matschulla und Tamara Rohloff, dann Claudia Balko), einer Sitcom-Einlage der ARD-Jugendreihe 45 Fieber (1984–1989).
Frühe Theatererfahrungen machte Alexander Hauff noch während des Schauspielstudiums an der Berliner Vaganten Bühne. Später wurde er festes Ensemblemitglied der Theatermanufaktur Berlin. Zahlreiche Engagements in Film und Fernsehen folgten. Eine Rolle in Wim Wenders’ Spielfilm In weiter Ferne, so nah! an der Seite von Peter Falk inspirierte ihn für die filmische Arbeit.

## Filmographie (Auswahl)
- 1981: Kalt wie Eis (Kino), Regie: Carl Schenkel
- 1984–1988: 45° Fieber - Die Vier aus der Zwischenzeit (Serie)
- 1985: Novembermond (Kino), Regie: Alexandra von Grothe
- 1985: Meier (Kino), Regie: Peter Timm
- 1985: Soldaten singer icke lengre NRK (Fernsehfilm, Norwegen)
- 1987: Mrs. Harris fährt nach Moskau (Fernsehfilm)
- 1988: Tatort (Fernsehreihe)
- 1988: Nichts geht mehr (Fernsehfilm)
- 1988–1989: Rote Erde
- 1990: Wüstenfieber (Fernsehserie, 8 Folgen)
- 1991: Manta – Der Film (Kino) Regie: Peter Timm
- 1991: Tatort – Tini
- 1992: Tücken des Alltags (Fernsehserie)
- 1992: Vogel und Osiander (Fernsehserie)
- 1992: Unter anderen Umständen - Ein Baby und drei Väter (Fernsehfilm)
- 1992: Shining Through (Kino), Regie: David Seltzer
- 1993: In weiter Ferne, so nah! (Kino), Regie: Wim Wenders
- 1993: Unter einer Decke (Comedy-Serie)
- 1994: Ein Fall für zwei (Fernsehserie, 1 Folge)
- 1994: Ihre Exzellenz, die Botschafterin (Fernsehserie, 1 Folge)
- 1995: Eine fast perfekte Liebe ZDF/Arte, Regie: Lutz Konermann
- 1995: Ausweglos (Fernsehfilm)
- 1996: Babuschka (Fernsehfilm)
- 1996: Atemlos durch die Nacht
- 1997: Liebe Lügen (Fernsehfilm)
- 1997: Virus X – Der Atem des Todes (Fernsehfilm)
- 1998: Gehetzt – Der Tod im Sucher (Fernsehfilm)
- 1999: Wolffs Revier (Fernsehserie, 1 Folge)
- 1999: Ein Fall für zwei (Fernsehserie, 1 Folge)
- 1999: Alphamann – Die Selbstmörderin (Fernsehfilm)
- 1999: Wenn man sich traut (Fernsehfilm)
- 2000: Drehkreuz Airport ZDF, Regie: Werner Masten
- 2002: Herzschlag Klinik Nord (Serie) ZDF, Regie: Aljoscha Westermann
- 2000–2002: Dr. Sommerfeld – Neues vom Bülowbogen (Fernsehserie, 3 Folgen)

- 2001: Der Schuss ARD, Regie: Olaf Leytner
- 2002: Balko RTL, Regie: Daniel Helfer
- 2002: Die Anstalt (Fernsehserie) Sat.1, Regie: Axel Bock
- 2002: Hotte im Paradies (Kino), Regie: Dominik Graf
- 2004: Hombres, Regie: Aykut Kayacık
- 2003: Balko (Fernsehserie, 1 Folge)
- 2004: Arme Millionäre (Fernsehserie, 1 Folge)
- 2005: Komm näher, Regie: Vanessa Jopp
- 2005: Ein Mann sieht rosa Pro7, Regie: Edzard Onneken
- 2006: Die Spezialeinheit RTL, Regie: Hans-Günther Bücking
- 2006: SOKO Wismar (Fernsehserie, 1 Folge)
- 2006: Watt unter (Kinofilm), Regie: Mickel Rentsch
- 2007: Deadline – Jede Sekunde zählt Sat.1, Regie: Andreas Herzog
- 2007: GSG 9 – die Eliteeinheit Sat.1, Regie: Hans-Günther Bücking
- 2008: Ein Fall für Zwei (Fernsehserie, 1 Folge)
- 2010: Lasko – Die Faust Gottes (Fernsehserie, 1 Folge)
- 2010: Tiere bis unters Dach (Fernsehserie, 1 Folge)
- 2010: King@Kreuzberg Regie: Aykut Kayacık, Teaser
- 2010: Wilsberg – Im Namen der Rosi
- 2011: Notruf Hafenkante – Eine alte Schuld (Fernsehserie)
- 2011: Anna und die Liebe (Fernsehserie, 1 Folge)
- 2011: Alarm für Cobra 11 (Fernsehserie, 1 Folge)
- 2012: Tod einer Polizistin (Fernsehfilm)
- 2012: SOKO Stuttgart (Fernsehserie, 1 Folge)
- 2012: Heiter bis tödlich: Hauptstadtrevier (Fernsehserie, 1 Folge)
- 2013: Stralsund – Tödliches Versprechen
- 2013: Who Am I – Kein System ist sicher (Kino), Regie: Baran bo Odar
- 2014: SOKO Wismar (Fernsehserie, 1 Folge)
- 2014: Heldt (Fernsehserie, 1 Folge)
- 2016: Rockabilly Requiem (Kino), Regie: Till Müller-Edenborn
- 2016: SOKO München (Fernsehserie, 1 Folge)
- 2016: SOKO Wismar (Fernsehserie, 1 Folge)
- 2019: Notruf Hafenkante – Patentochter (Fernsehserie)
- 2019: Ein verhängnisvoller Plan

## Hörspiele (Auswahl)
- 2003: Das Herz von Jayne Mansfield WDR, Regie: Petra Feldhoff
- 2003: Maud Tabachnik: Bellende Hunde beißen – Regie: Martin Zylka (Hörspiel – WDR)
- 2004: 35 Kilo Hoffnung, Regie: Angeli Backhausen
- 2004: Landgang WDR, Regie: Petra Feldhoff
- 2005: Kristus WDR, Regie: Jörg Schlüter
- 2005: Karlheinz Koinegg: Ritter Artus und die Ritter der Tafelrunde (Sir Dagonet) – Regie: Angeli Backhausen (Kinderhörspiel (6 Teile) – WDR)
- 2006: Katzenjammer WDR, Regie: Petra Feldhoff
- 2006: Die Ankunft des Joachim Stiller WDR
- 2006: Das Schloß der Frösche WDR, Regie: Angeli Backhausen
- 2006: Was macht eigentlich Harry Absolut?, Regie: Petra Feldhoff
- 2007: Tom Parker und der falsche Lord WDR, Regie: Martin Heindel
- 2007: Was Wenn, Regie: Petra Feldhoff
- 2008: Hollywood Shootout WDR, Regie: Petra Feldhoff
- 2009: Die Pest, WDR, Regie: Frank-Erich Hübner
- 2009: Ich bin so alt wie dieses Haus rbb, Regie: Martin Heindel
- 2009: Bitterer Ernst, WDR, Regie: Burkhard Ax
- 2009: Mord nach Zahlen WDR, Regie: Frank-Erich Hübner
- 2009: Yesterday WDR, Regie: Burkhard Ax
- 2009: Mord nach Zahlen, WDR, Regie: Frank Erich Hübner
- 2009: Erregerstamm RMR 1029 WDR, Regie: Hans-Jürgen Schunk
- 2009: Damals in der DDR, WDR, Regie: Thomas Blockhaus
- 2010: Vor Sonnenaufgang, WDR, Regie: Petra Feldhoff
- 2010: Ick bin nu mal Friseuse, rbb, Regie: Judith Lorentz
- 2010: Ab nach unten, MDR, Regie: Thomas Wolfertz
- 2010: Der heilige Eddie, Deutschlandradio
- 2010: Klarer Fall, WDR, Regie: Thomas Leutzbach
- 2011: Vergebung, WDR, Regie: Walter Adler
- 2011: Das fünfte Flugzeug, WDR, Regie: Andreas von Westphalen
- 2011: Der Bohème Faktor, WDR, Regie: Petra Feldhoff
- 2011: Die Monkey Wrench Gang, WDR, Regie: Martin Zylka
- 2012: Im freien Fall, WDR, Regie: Annette Kurth
- 2012: Fast genial, WDR, Regie: Anja Herrenbrück
- 2013: 34 Meter über dem Meer, WDR, Regie: Petra Feldhoff
- 2013: Sir Joe, WDR, Regie: Petra Feldhoff
- 2014: Die unendliche Geschichte, WDR, Regie: Petra Feldhoff
- 2014: Bodo Traber: Das Ding im Nebel – Regie: Petra Feldhoff (Kriminalhörspiel – WDR)
- 2016: Doberschütz und der Krieg der Generäle, WDR, Regie: Thomas Leutzbach
- 2016: Die Infektion - III - Das Boot, WDR, Regie: Annette Kurth
- 2016: Wir sind nachher wieder da, wir müssen nur kurz nach Amerika, WDR, Regie: Thomas Werner
- 2016: Robin – Warigham Saga, Audible, Regie: Johanna Steiner
- 2016: Niemand, WDR, Regie: Annette Kurth
- 2017: Königsmacher – Warinham-Saga 3, Audible, Regie: Johanna Steiner
- 2018: Der Räuber Hotzenplotz und die Mondrakete, WDR, Regie: Petra Feldhoff
- 2018: Des Teufels langer Atem, WDR, Regie: Annette Kurth
- 2018: Lieschen Radieschen und der Lämmergeier, WDR, Regie: Petra Feldhoff
- 2019: WOODSTOCK/DOSSE, rbb kultur, Regie: Mareike Maage
- 2019: Lieschen Radieschen in der Geisterbahn, WDR, Regie: Petra Feldhoff
- 2019: Die Jahre aus Gold und Eis, rbb, Regie: Wolfgang Rindfleisch und Barbara Meerkötter